# Codex Freerianus
Codex Freerianus (Gregory-Aland no. I oder 016; von Soden α 1041) ist eine griechische Handschrift der Paulusbriefe, die auf das 5. Jahrhundert datiert wird. Dem Codex fehlen Teile (Römerbrief). Die Handschrift ist nicht vollständig erhalten geblieben. Er wurde nach Charles Lang Freer  (1854–1919) benannt, der die Handschrift in Ägypten kaufte.

## Beschreibung
Der Codex Freerianus besteht aus 84 beschriebenen Pergamentblättern (25 × 20 cm). Der Codex wird in der Smithsonian Institution (Freer Gallery of Art, 06.275) in Washington aufbewahrt.
Der griechische Text des Codex Freerianus repräsentiert den alexandrinischen Texttyp. Der Text des Codex wird der Kategorie II zugeordnet.
Die Handschrift wurde durch H. A. Sanders untersucht.